# ژابینه
ژابینه (به لهستانی:  Żabiny) یک منطقهٔ مسکونی در لهستان است که در گمینا ربنو (استان وارمی-ماسوری) واقع شده‌است. ژابینه ۶۸۴ نفر جمعیت دارد.